# Distretto di Songpa
Songpa (송파구?, 松坡區?) è un distretto di Seul. Ha una superficie di 33,89 km² e una popolazione di 646.970 abitanti al 2010.